# Васючин
Васю́чин — село в Україні, у Рогатинській міській громаді Івано-Франківського району Івано-Франківської області.

## Розташування
Територія села Васючин знаходиться на Рогатинському Опіллі, що становить південну частину Подільської височини. Тут переважають лісостепові ландшафти.
Село розташоване на лівому березі річки Свірж, притоки Дністра. Багате такими родовищами як пісок, камінь, жовта глина.
На північ від села проходить шосейна дорога, що сполучає Івано-Франківську, Тернопільську і Львівську області. За 13 км на північ проходить залізниця Ходорів — Бережани, на південь — Ходорів — Івано-Франківськ.
Село розкинулося із заходу на схід у мальовничій місцевості, у низовині, з двох сторін оточене лісом.

## Історія

### Зародження села
Найстаріше місце, звідки починалось зародження села, має назву Кут. За матеріалами археологічних розкопок перші поселенці займалися таким промислом, як видобування каменю, виготовленням з нього прикрас, оздоблень.

### Перша письмова згадка
Перший опис села Васючин (Wasziszen) наявний у грамоті Оти Пілецького від 18 серпня 1351 р. Надалі Васючин (Wasyczyn) згадується 12 вересня 1435 року. Ще через 100 років Васючин згадується як місто. Назва села за переказом походить від князя на прізвище Васюта. Він мав чимало земель. Ще й досі близько лісу є залишки фундаменту його будівлі.
У 1616 році Янові Лянцкоронському, синові подільського (кам'янецького) хорунжого Яна (також онукові галицького каштеляна Станіслава Лянцкоронського) його тітка (Чурилова) «віддала в 6000 флоринів» Васючин і Волицю.
Дідичами села були, зокрема, Барановські (чоловіком Софії був Зигмунт Фредро — староста янівський, стольник і каштелян сяноцький.

## Діяльність жителів
Зв'язку прізвищ людей з назвою населеного пункту не існує. Одними з перших прізвищ були Гнип, Левицький, які в даний час найбільш поширені.
Боротьба українського народу за звільнення з-під гніту іноземних окупантів тривала довгий час. У 1603 році місцеві селяни побили двох шляхтичів, у 1616 році відмовились платити данину на польський костьол. Ще до вступу козацьких військ під час національно-визвольної війни під проводом Богдана Хмельницького жителі сіл Васючина, Воскресінців та Явча напали на замок у селі Журові. У 1711 році селяни спалили панську пасіку. За часів Австрії та Панської Польщі близько 250 га землі належало пану Тустаневському. Частина землі була власністю священика.
До Першої світової війни розпарцельовано між українцями фільварок Вільхова, у 1930-х — між римо-католиками — фільварок Бахманка.
У 1939 році в селі проживало 2500 мешканців (2150 українців-грекокатоликів, 300 українців-римокатоликів, 40 поляків, 10 євреїв).
Село було базою повстанців УПА, зокрема сотні «Батурина». За даними облуправління МГБ у 1949 р. в Букачівському районі підпілля ОУН найактивнішим було в селах Колоколин, Васючин, Княгиничі, Помонята і Явче.
17 жовтня1954 року Івано-Франківський облвиконком рішенням № 744 передав у Букачівському районі хутір Йосипівку з Васючинської сільської ради до Явченської сільської ради.
12 червня 2020 року, відповідно до Розпорядження Кабінету Міністрів України  № 714-р «Про визначення адміністративних центрів та затвердження територій територіальних громад Івано-Франківської області», увійшло до складу Рогатинської міської громади.
19 липня 2020 року, в результаті адміністративно-територіальної реформи та ліквідації Рогатинського району, село увійшло до складу новоутвореного Івано-Франківського району.

## Відомі люди

### Народилися
- Кізан Данило Данилович (1922 р.н., Васючин) — учасник національно-визвольної боротьби, член Юнацтва ОУН, за участь в визвольному русі під проводом ОУН у 1945 році був засуджений, ув'язнення відбував у Комі АРСР (Інта). Після звільнення повернувся на Україну, поселився в м. Сміла Черкаської області.
- Левицький Михайло — лицар Бронзового хреста бойової заслуги УПА.

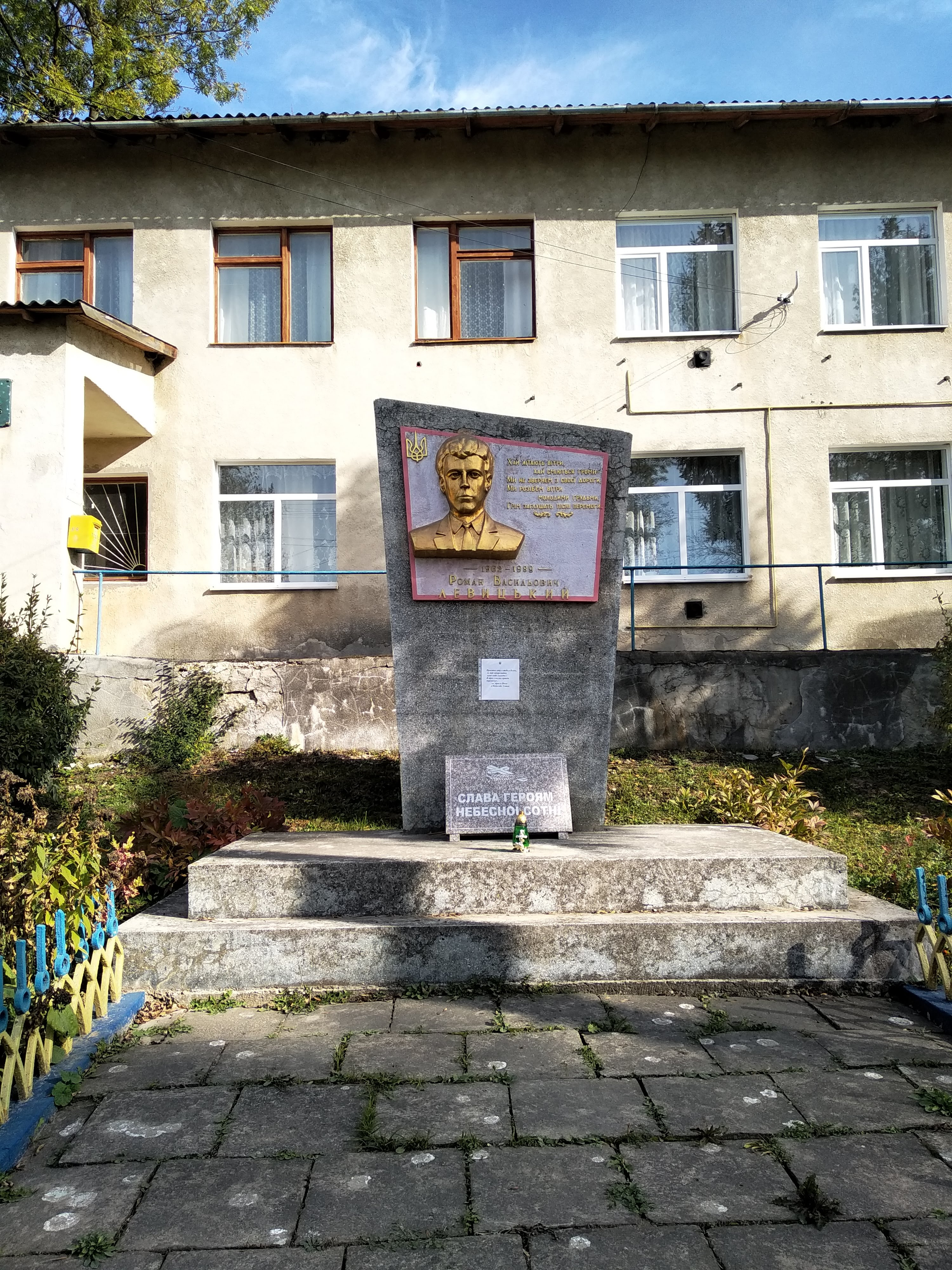

- Левицький Роман Васильович (13.02.1962 р. — 12.08.1989 р.) — активіст Народного руху України, який 12 серпня 1989 року на вулиці Кармелюка в м. Івано-Франківськ був убитий за не до кінця з'ясованих обставин. На його честь названа центральна вулиця села Васючин, а також одна з вулиць в Івано-Франківську. Похований у селі Васючин, а біля будівлі місцевої влади встановлений пам'ятний знак на його честь.

### Проживали
- у селі Васючин в дитячі роки деякий час проживав український художник, літератор та громадський діяч Юліан Іванович Панькевич.
- До села приїжджав сам Кирило Трильовський — засновник товариства «Січ».
- Також відвідував село Кость Левицький, який балотувався до австрійського парламенту в 1908 році.

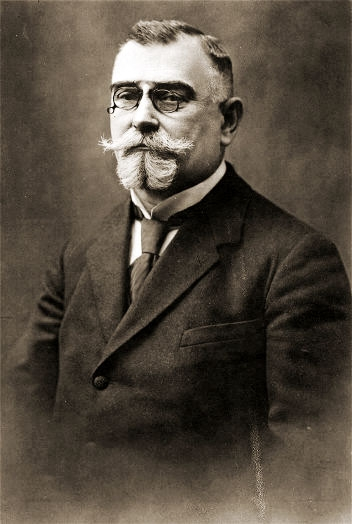

- Часто відвідував Васючин генерал Тарнавський, який приїжджав до своєї сестри, що була дружиною місцевого священика.